# Polynoe lobostoma
Polynoe lobostoma är en ringmaskart som beskrevs av Schmarda 1861. Polynoe lobostoma ingår i släktet Polynoe och familjen Polynoidae. Inga underarter finns listade i Catalogue of Life.